# Corporación Azende
Corporación Azende es una empresa ecuatoriana con sede en la ciudad de Cuenca dedicada a la producción y venta de bebidas, así como a la distribución de productos diversos. Entre sus marcas propias destacan el licor Zhumir, el vodka Liova y el agua embotellada Vivant.

## Historia
La empresa inició en 1966 en el cantón Paute, lugar en el que abrió con el nombre de Destilería La Playa. Al poco tiempo pasó a llamarse Destilería Zhumir. La empresa conservó este nombre hasta el 2010, año en que cambió su razón social por el de Corporación Azende, con miras a que represente de mejor manera la variedad de productos y marcas que la compañía posee.
Actualmente es una de las empresas más grandes del país en el área de producción de licor. También posee una planta de elaboración de bebidas no alcohólicas en Guayaquil donde produce el agua embotellada Vivant. Desde 2012 se encarga así mismo de la producción nacional de la bebida Nestea, luego de que el convenio que existía entre Coca-Cola y Nestlé expirara.

## Operaciones internacionales
La empresa exporta sus productos, principalmente bebidas alcohólicas, a España, Colombia, Uruguay, Perú y Estados Unidos. También ha abierto plantas de producción en Perú y Colombia en los años 2003 y 2005, respectivamente.